# Kōchi Momoko
Kōchi Momoko (河内 桃子 Hà Nội Đào Tử) (7 tháng 3 năm 1932 - 5 tháng 11 năm 1998) là đạo diễn của điện ảnh Nhật Bản.

## Tác phẩm
| Năm  | Tên tiếng Anh              | Tên tiếng Nhật       |
| ---- | -------------------------- | -------------------- |
| 1954 | Godzilla                   | ゴジラ               |
| 1955 | Jūjin yuki otoko           | 獣人雪男             |
| 1957 | Waga mune ni niji wa kiezu | わが胸に虹は消えず   |
| 1957 | Chikyū bōeigun             | 地球防衛軍           |
| 1958 | Ōatari tanuki goten        | 大当り狸御殿         |
| 1995 | Godzilla vs. Destoroyah    | ゴジラvsデストロイア |